# Tallotteriet
Tallotteriet (Lotto di genova) var et lotteri, der blev oprettet i København 12. januar 1771 af Georg Detlef Friedrich Koes, kongelig preussisk første banco-direktor, efter tilladelse fra Struensee. Lotteriet blev overtaget af staten i 1772, hvor der blev indført samtidige udtrækninger i København, Altona og Wandsbek (Vandsbæk). Det statslige lotteri blev afskaffet i 1851.
Lotteriet gav anledning til talemåden "gælde ad Wandsbek til" (til tider senere forvansket til Vallensbæk), da udtrækningerne i de tre byer var selvstændige. Således gjaldt numre udtrukket i Wandsbek ikke i det københavnske lotteri. Betegnelsen gamle Ole stammer ligeledes fra tallotteriet, hvor 90 på plattysk blev betegnet "de ole (Mann)" (den gamle mand).